# ICL International
De ICL International was een golftoernooi in Zuid-Afrika, dat deel uitmaakte van de South African Tour (later de Sunshine Tour).
He toernooi werd altijd gespeeld op de Zwartkop Country Club, in Pretoria.

## Winnaars
| - 1976: Peter Townsend - 1977: Gary Player - 1978: Dale Hayes - 1979: Nick Faldo - 1980: Harold Henning | - 1981: Simon Hobday - 1982: ? - 1983: Wayne Westner - 1984: David Feherty - 1985: Nick Price | - 1986: Gavan Levenson - 1987: Tony Johnstone - 1988: Tony Johnstone - 1989: Chris Williams - 1990: Gavan Levenson | - 1991: Fulton Allem - 1992: Kevin Johnson - 1993: Nick Price - 1994: Nick Price - 1995: Ashley Roestoff |

Amatola Sun Classic · Atlantic Beach Classic · Bell's Player Championship · Bloemfontein Classic · Botswana Open · Bushveld Classic · Canon Classic · Coca-Cola Charity Championship · Cock of the North · Devonvale Classic · Emfuleni Classic · Eskom Power Cup · General Motors Open · Goldfields Powerade Classic · Goodyear Classic · Graceland Challenge · Highveld Classic · ICL International · Iscor Newcastle Classic · Kalahari Classic · Limpopo Classic · Lombard Tyres Classic · Mafunyane Trophy · Mercedes Benz Golf Challenge · Mount Edgecombe Trophy · Namibië Open · Namibia PGA Championship · Nashua Wild Coast Sun Challenge · Natal Open · Nelson Mandela Invitational · Northern Cape Classic · Observatory Classic · Palabora Classic · Parmalat Classic · Radio Algoa Challenge · Randfontein Classic · Rhodesian Masters · Riviera Resort Classic · Royal Swazi Sun Classic · Seekers Travel Pro-Am · South African Masters · South African Match Play Championship · South African Pro-Am Invitational · Spoornet Classic · Sun Coast Classic · Transvaal Open · Vodacom Golf Championship · Vodacom Open · Vodacom Players Championship · Vodacom Series · Vodacom Trophy · Western Cape Classic · Western Province Open